# Gabriel Vaquer Vicenç
Gabriel Vaquer Vicenç va néixer a Felanitx (Mallorca) l'any 1475 i va morir a Lluc, Escorca (Mallorca) l'any 1535. Va ser un prevere felanitxer (clergue). A la Seu de Mallorca va exercir diferents càrrecs i també va viure una temporada a Roma. Des de l'any 1516 fins a la seva mort va ocupar el lloc de prior del Santuari de Lluc. Va manifestar-se en contra dels revoltats durant les Germanies (1521-1523) i per això fou segrestat. Va haver de pagar 6 ducats, 4 quarteres de blat de xeixa i 6 diners per poder estar en llibertat. L'any 1531 varen posar les bases jurídiques de l'Escolania de Blauets de Lluc.